# Kristan Bromley
Kristan Bromley (* 7. März 1972 in Rossendale) ist ein ehemaliger britischer Skeletonfahrer. Er ist dreifacher Europa-, einmal Weltmeister und Gesamtsieger des Skeleton-Weltcups. Sein erfolgreichstes Jahr hatte er 2008, als er alle drei Titel erringen konnte.
Kristan Bromley, der in den britischen Medien auch als Dr. Ice bezeichnet wird, ist ein an der University of Nottingham promovierter Ingenieur. Seine Dissertation trägt den Titel Factors affecting the performance of skeleton bobsleds und hat damit auch Bezug zu seinem sportlichen Leben. Er arbeitet an der University of Bath als Assistent und betreibt ein Unternehmen, das sich mit Eissportarten beschäftigt. Zuvor hatte er bei British Aerospace unter anderem an Verbundstoffen für den Eurofighter gearbeitet, sich dann aber zunehmend für die wissenschaftliche Aufarbeitung der beim Skeletonsport auftretenden physikalischen und aerodynamischen Phänomene interessiert. Im Zuge der Versuche zur Optimierung der Schlitten-Aerodynamik schwang er sich zunächst noch als eigener Testpilot auf den Schlitten um dann zunehmend an Wettkämpfen teilzunehmen.
Bromley debütierte Anfang 1996 bei einem Weltcuprennen in Winterberg (28.). Ein Jahr später konnte er als Achter in La Plagne erstmals unter die besten Zehn fahren. Seinen ersten Sieg feierte er Ende 1999 in Calgary. Die Saison 1997/98 schloss er als Fünfter des Gesamtweltcups ab, 1999/2000 als Dritter, 2002/03 als Sechster und 2003/04 gewann er die Gesamtwertung und siegte in drei der sechs Saisonrennen. 2005/06 wurde er nochmals Fünfter. Nach einer etwas schwächeren Saison 2006/07 gewann er 2007/08 erneut die Gesamtwertung des Weltcups.
1997 startete Bromley erstmals bei Weltmeisterschaften. Bei den Welttitelkämpfen in Lake Placid wurde er Neunter. Ein Jahr darauf wurde Bromley Fünfter in Lake Placid, 1999 Vierter in Altenberg. Eine Medaille gewann er bislang nur bei Europameisterschaften. Sowohl 2004 als auch 2005 gewann Bromley jeweils in Altenberg den Europameisterschaftstitel. 2002 nahm der Brite beim erstmals seit 1948 wieder ins olympische Program aufgenommenen Skeletonwettbewerb teil und ging als einer der Favoriten ins Rennen. Nachdem er jedoch den ersten Lauf wegen eines Fehlers nur als 19. beendete, half auch die fünftbeste Zeit im zweiten Durchgang nicht mehr für eine wesentliche Verbesserung und Bromley wurde am Ende 13. Bei den Olympischen Winterspielen 2006 in Turin belegte Bromley den 5. Platz, bei den Olympischen Winterspielen 2010 in Vancouver den 6. Platz. Bei der Weltmeisterschaft 2008 in Altenberg konnte Bromley mit der Goldmedaille seine bislang einzige Weltmeisterschaftsmedaille gewinnen. Weitere gute Platzierungen waren ein vierter Platz bei der Weltmeisterschaft 1999 und ein sechster Platz bei der Weltmeisterschaft 2011.
Von 1997 bis 1999 gewann Bromley drei Britische Meistertitel in Folge. 2001 wurde er Dritter, 2002 Zweiter hinter A. J. Collins, 2003 hinter Steve Anson. 2004 und 2005 gewann er erneut den Titel und ist damit der derzeitige britische Rekordmeister. 2008 gewann er das Triple aus Welt- und Europameisterschaft sowie dem Gesamtweltcup. Er war erst der zweite Pilot nach Andy Schmid, dem dieses 1987 gelang.
Bromley wohnt in Bath und wurde von Richard Bromley trainiert. Er ist Athletenbotschafter der Entwicklungshilfeorganisation Right to Play.
Bromley ist mit Shelley Rudman liiert, mit der er zwei Töchter hat. Im September 2015 gab er sein Karriereende bekannt, nachdem er bereits in der Vorsaison pausiert hatte.